# Scotinotylus allocotus
Scotinotylus allocotus är en spindelart som beskrevs av Crawford och Edwards 1989. Scotinotylus allocotus ingår i släktet Scotinotylus och familjen täckvävarspindlar. Inga underarter finns listade i Catalogue of Life.